# 허드슨 부인
허드슨 부인(Mrs. Hudson)은 《셜록 홈즈 시리즈》의 등장인물로, 셜록 홈즈와 존 H. 왓슨이 사는 베이 커가 221B의 하숙집 여주인이다.
허드슨 부인은 많은 셜록 홈즈 이야기에 등장하거나 언급되지만, 그녀의 외모는 일반적으로 짧고 캐릭터에 대한 정보는 거의 제공되지 않는다. 영화, 텔레비전 및 기타 미디어의 여러 셜록 홈즈 각색 작품에서 더 두드러진 캐릭터가 되었다.